# Potomac (Maryland)
Potomac è un census-designated place della Contea di Montgomery, nello stato del Maryland, Stati Uniti d'America. In questa città risiede Reza Pahlavi, principe della corona d'Iran.